# Batalha de Mykolaiv
Batalha de Mykolaiv foi um confronto militar que começou em 26 de fevereiro de 2022, em virtude da invasão da Ucrânia pela Rússia. Inicialmente, as tropas russas haviam penetrado no perímetro da cidade, mas foram repelidas após semanas de violentos combates.
Para a Ucrânia, manter Mykolaiv foi um importante passo estratégico, pois a cidade era considerada a porta para Odessa.

## Batalha

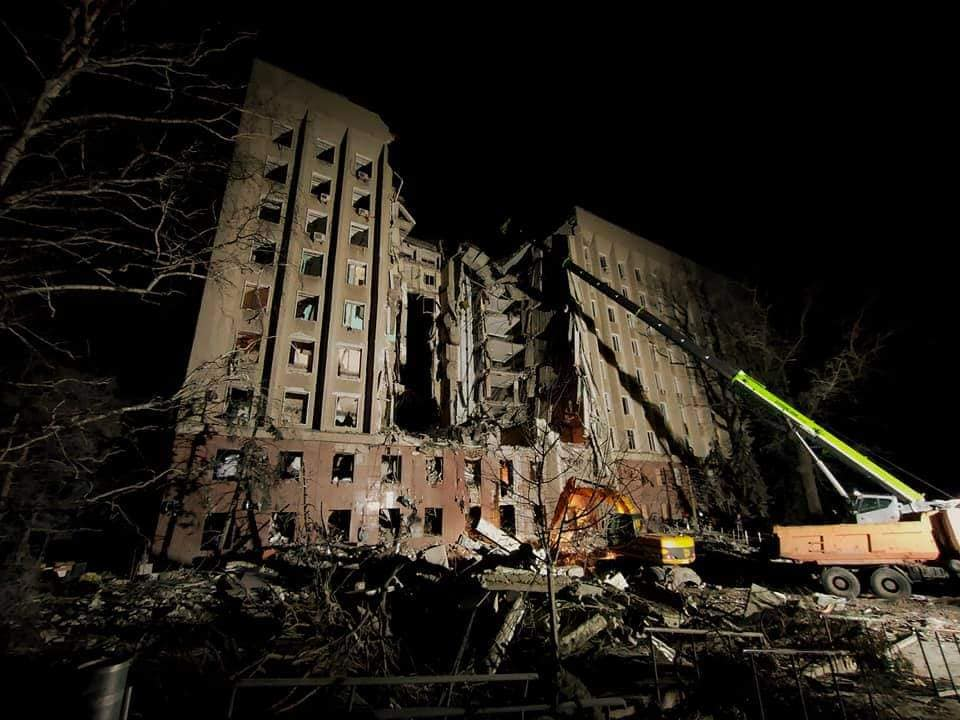
Administração Estatal Regional de Mykolaiv após um ataque de foguete russo, em 29 de março de 2022.

Na tarde de 26 de fevereiro, doze tanques russos conseguiram avançar sobre Kakhovka, cidade às margens do rio Dniepre, em direção a Mykolaiv. Vitaliy Kim, governador do Oblast de Mykolaiv, declarou que a cidade tinha cinco horas para se preparar para sua defensa.
Por volta das 18:30, horário local, tanques estavam nas redondezas da cidade e seu prefeito orientou os munícipes a como reagir. Pouco depois, tropas russas invadiram a cidade e uma batalha perto do rio Bug Meridional eclodiu. De acordo com relatos, tanques "passaram pela cidade". Como resultado, os hospitais de Mykolaiv ligaram para cirurgiões com emergência. Após aproximadamente três horas de confronto, os invasores russos foram repelidos por tropas ucranianas, mas alguns tanques haviam dado a volta pela cidade, então a batalha prosseguiu.
Na madrugada do dia 27 de fevereiro, oficiais ucranianos alegaram que as forças russas haviam sido totalmente expulsas de Mykolaiv. Alguns sabotadores russos foram capturados, e a cidade sofreu bastante dano.
Em 28 de fevereiro, as tropas russas avançaram de Kherson em direção a Mykolaiv, atingindo os arredores da cidade e lançando um ataque às 11:00. 
Em 4 de março, Vitaliy Kim anunciou que tropas russas foram expulsas da cidade, mas estavam contra-atacando. Soldados ucranianos recapturaram o aeroporto de Kulbakino. O prefeito Oleksandr Senkevich, disse que as tropas russas estavam atacando e cercando a cidade pelo norte, leste e sul.
Em 15 de março, autoridades ucranianas afirmaram que, após duas semanas de intensos combates, as tropas russas haviam sido expulsas do centro da cidade e a situação de segurança havia sido restaurada.
Em 8 de abril, militares ucranianos afirmaram que, virtualmente, já não havia mais uma presença militar russa na região de Mykolaiv.